# Zhangixalus
Zhangixalus – rodzaj płazów bezogonowych z podrodziny Rhacophorinae w rodzinie nogolotkowatych (Rhacophoridae).

## Zasięg występowania
Rodzaj obejmuje gatunki występujące w północno-wschodnich Indiach, Nepalu, Bhutanie, południowej Chińskiej Republice Ludowej, Mjanmie, północnej Tajlandii, Laosie, północnym Wietnamie, na Tajwanie i w Japonii, dalej na południe do Indonezji, Brunei i Malezji.

## Systematyka

### Etymologia
Zhangixalus: Ya-Ping Zhang (ur. 1965), chiński herpetolog; rodzaj Ixalus A.M.C. Duméril & Bibron, 1841.

### Podział systematyczny
Do rodzaju należą następujące gatunki:

- Zhangixalus achantharrhena (Harvey, Pemberton & Smith, 2002)
- Zhangixalus amamiensis (Inger, 1947)
- Zhangixalus arboreus (Okada & Kawano, 1924)
- Zhangixalus arvalis (Lue, Lai & Chen, 1995)
- Zhangixalus aurantiventris (Lue, Lai & Chen, 1994)
- Zhangixalus burmanus (Andersson, 1939)
- Zhangixalus chenfui (Liu, 1945)
- Zhangixalus dennysi (Blanford, 1881)
- Zhangixalus dorsoviridis (Bourret, 1937)
- Zhangixalus duboisi (Ohler, Marquis, Swan & Grosjean, 2000)
- Zhangixalus dugritei (David, 1872)
- Zhangixalus dulitensis (Boulenger, 1892)
- Zhangixalus feae (Boulenger, 1893)
- Zhangixalus franki Ninh, Nguyen, Orlov, Nguyen & Ziegler, 2020
- Zhangixalus hongchibaensis (Li, Liu, Chen, Wu, Murphy, Zhao, Wang & Zhang, 2012)
- Zhangixalus hui (Liu, 1945)
- Zhangixalus hungfuensis (Liu & Hu, 1961)
- Zhangixalus jarujini (Matsui & Panha, 2006)
- Zhangixalus jodiae Nguyen, Ninh, Orlov, Nguyen & Ziegler, 2020[4]
- Zhangixalus leucofasciatus (Liu & Hu, 1962)
- Zhangixalus lishuiensis (Liu, Wang & Jiang, 2017)
- Zhangixalus melanoleucus Brakels, Nguyen, Pawangkhanant, Idiiatullina, Lorphengsy, Suwannapoom & Poyarkov, 2023
- Zhangixalus minimus (Rao, Wilkinson & Liu, 2006)
- Zhangixalus moltrechti (Boulenger, 1908)
- Zhangixalus nigropunctatus (Liu, Hu & Yang, 1962)
- Zhangixalus omeimontis (Stejneger, 1924)
- Zhangixalus owstoni (Stejneger, 1907)
- Zhangixalus pachyproctus Yu, Hui, Hou, Wu, Rao & Yang, 2019
- Zhangixalus pinglongensis (Mo, Chen, Liao & Zhou, 2016)
- Zhangixalus prasinatus (Mou, Risch & Lue, 1983)
- Zhangixalus prominanus (Smith, 1924)
- Zhangixalus puerensis (He, 1999)
- Zhangixalus schlegelii (Günther, 1858)
- Zhangixalus smaragdinus (Blyth, 1852)
- Zhangixalus suffry (Bordoloi, Bortamuli & Ohler, 2007)
- Zhangixalus taipeianus (Liang & Wang, 1978)
- Zhangixalus viridis (Hallowell, 1861)
- Zhangixalus wui (Li, Liu, Chen, Wu, Murphy, Zhao, Wang & Zhang, 2012)
- Zhangixalus yaoshanensis (Liu & Hu, 1962)
- Zhangixalus yinggelingensis (Chou, Lau & Chan, 2007)
- Zhangixalus zhoukaiyae (Pan, Zhang & Zhang, 2017)